# Aeroportul Municipal Yorkton
Aeroportul Municipal Yorkton (IATA: YQV, ICAO: CYQV) este un aeroport din Saskatchewan, Canada. Aeroportul a fost tranzitat în 2019 de 0 pasageri.
Situat la o altitudine de 498 m, aeroportul dispune de 1 pistă.

## Infrastructură

### Piste
Aeroportul dispune de o singură pistă. Pista are orientarea 03/21. 